# Nycticebus bancanus
Nycticebus bancanus — вид нічних мокроносих приматів родини лорієвих (Lorisidae). Ендемік Індонезії.

## Таксономія
Раніше вважався підвидом або синонімом Nycticebus menagensis. У 2013 році він отримав статус виду, коли дослідження музейних зразків і фотографій виявили чіткі відмітини на обличчі, які допомогли виділити його як окремий вид.

## Поширення
Nycticebus bancanus відомий лише з острова Бангка в Індонезії. Популяція Бангка є алопатричною для всіх інших товстих лорі. Цілком можливо, що цей вид також зустрічається на острові Белітунг, але жодних записів немає. Повідомлень про цей вид у дикій природі не було з 1937 року, тому необхідні польові дослідження, щоб підтвердити його присутність.

## Опис
Nycticebus bancanus досягає середньої довжини голови та тіла 25,8 см, а форма його тіла схожа на всіх інших товстих лорі. Характерною ознакою виду є колір і форма темно-коричневої лицьової маски навколо очей і розсіяна, кутаста форма темних ділянок над очима. Лицьова маска не доходить до виличних дуг. Між очима широка біла смуга. Вуха волохаті, кольорова смужка перед вухами вузька. Широка смуга хутра на спині яскраво малинова.

## Спосіб життя
Як і інші товсті лорі, N. bancanus живе на деревах, веде нічний спосіб життя і всеїдний, харчуючись головним чином комахами, камедю дерев, нектаром і фруктами. Крім того, цей вид має токсичний укус, унікальну особливість, яка зустрічається лише у повільних лорі серед приматів. Токсин виробляється під час облизування плечової залози (залоза біля ліктя), а секрет змішується зі слиною для активації. Їхній токсичний укус є стримуючим фактором для хижаків, і токсин також наноситься на хутро під час догляду як форма захисту для їхніх немовлят. У разі загрози товсті лорі можуть також лизати свої плечові залози та кусати своїх агресорів, доставляючи токсин у рани. 